# ال باگره
ال باگره (به اسپانیایی: El Bagre) یک سکونتگاه مسکونی در کلمبیا است که در بخش انتیوکیا واقع شده‌است.